# Santos Reyes Nopala (kommun)
Santos Reyes Nopala är en kommun i Mexiko.   Den ligger i delstaten Oaxaca, i den sydöstra delen av landet, 400 km sydost om huvudstaden Mexico City.
Följande samhällen finns i Santos Reyes Nopala:
- Santos Reyes Nopala
- San José Atotonilco
- San Antonio Cuixtla
- La Matraca
- Ciénega Grande
- Cerro Niño
- El Aguacatal
- El Zanate
- El Paraíso
- El Armadillo
- Cañada las Flores
- San Martín Pie del Cerro